# Saline de Bex
Les Mines de Sel de Bex et la Saline de Bex appartiennent au groupe Salines Suisses SA. En ce qui concerne les sites de Bex, cette entreprise suisse exerce son activité dans la gestion, l'extraction, la production et la commercialisation de sel d'une mine de sel située sur la commune de Bex dans le canton de Vaud en Suisse. Avant 2002, elle se nommait Société vaudoise des mines et salines de Bex et l’État de Vaud possédait la moitié du capital actions.
La marque SEL DES ALPES est exclusivement produite à la Saline de Bex. Dans l'assortiment, on y trouve du sel fin, de la Fleur des Alpes (semblable à une fleur de sel), des Condiments Bio et des Sels aux Herbes Bio.

## Histoire
Il y a 200 millions d'années, la mer recouvrait la Suisse. La mer s'est retirée et le sel s'est déposé sur le sol pendant des millions d'années. Puis, avec la montée des Alpes, la couche de sel s'est mélangée à la roche pour se retrouver au cœur de la montagne. Au XVIe siècle, on a découvert des sources salées à Salin sur Ollon. Plus tard on a commencé l'exploitation de sources au Fondement, près de la rivière de la Gryonne.
Durant la guerre de Bourgogne, les Bernois occupèrent la région d'Aigle et de Bex dès 1475 et y établirent le Gouvernement d'Aigle et y placèrent un gouverneur à sa tête. C'est l'un d'eux, Nicolas de Graffenried qui initia l'exploitation des mines de sel de Panex (près d'Ollon). Il avait été gouverneur d'Aigle en 1509, et avait acquis le château de Saint-Triphon en 1544. À cette date l'état de Berne lui accorda une concession sur les mines de sel pour dix ans. Son fils, Jean-Rodolphe les exploita à sa suite.
Au XIXe siècle, l'application de nouvelles techniques de travail permirent d'augmenter la production, notamment la dessalaison de la roche sur place vers 1860 et le salinage par thermocompression dès 1877.

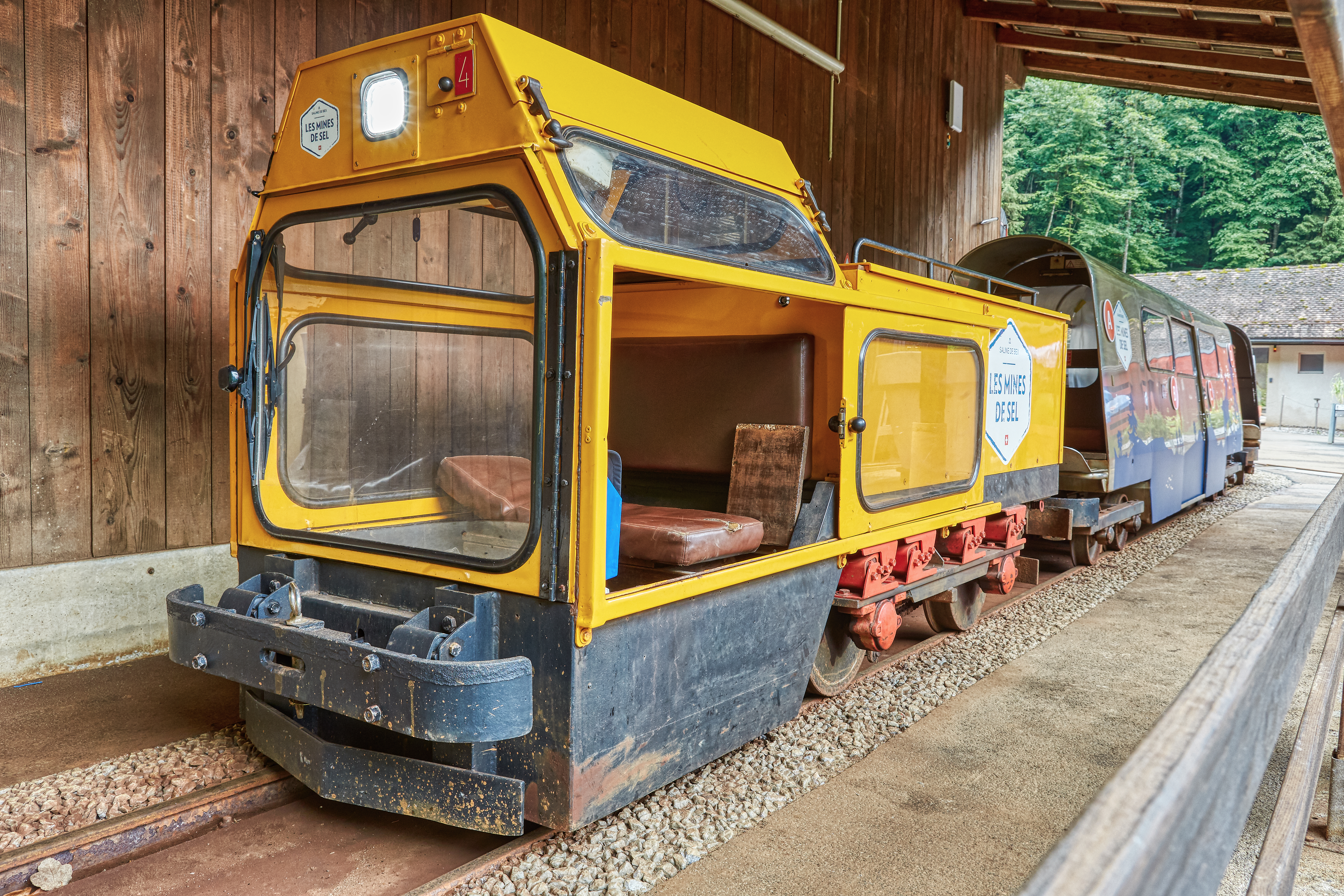
Le Train des mineurs des Mines de Sel de Bex

Le bois fut également remplacé par le charbon, puis par une centrale électrique en 1943. L'hôtel des Salines à Bex (1871-1976) et les bains de Lavey utilisèrent les eaux-mères et la saumure fut utilisée jusqu'en 2004 par Syngenta à Monthey. L’État de Vaud posséda la moitié du capital actions de la Société vaudoise des mines et salines de Bex de 1917 à 2001. Privatisée en 2002, la Saline de Bex appartient depuis 2014 au groupe Salines Suisses SA. Le groupe est néanmoins tenu de percevoir la régale due au canton.
L'entreprise employait une quinzaine d'ouvriers à la fin du XVIIIe siècle, elle en engagea 360 entre 1803 et 1860, l'exploitation exigeait alors de nombreux rouleurs, et environ 50 personnes y travaillaient en 2009. En 2025, la Saline de Bex et les Mines emploient environ 60 personnes sur le site de production et le site touristique.

## Tourisme
Dès le milieu du XVIIIe siècle les Mines de Sel de Bex devinrent un but d'excursion. Aujourd'hui une partie des 15 km de galeries est visitée par environ 65 000 visiteurs par an du printemps à l'automne (chiffres de 2006). En 2025, ce sont près de 90'000 visiteurs qui visitent les Mines chaque année, de janvier à décembre.

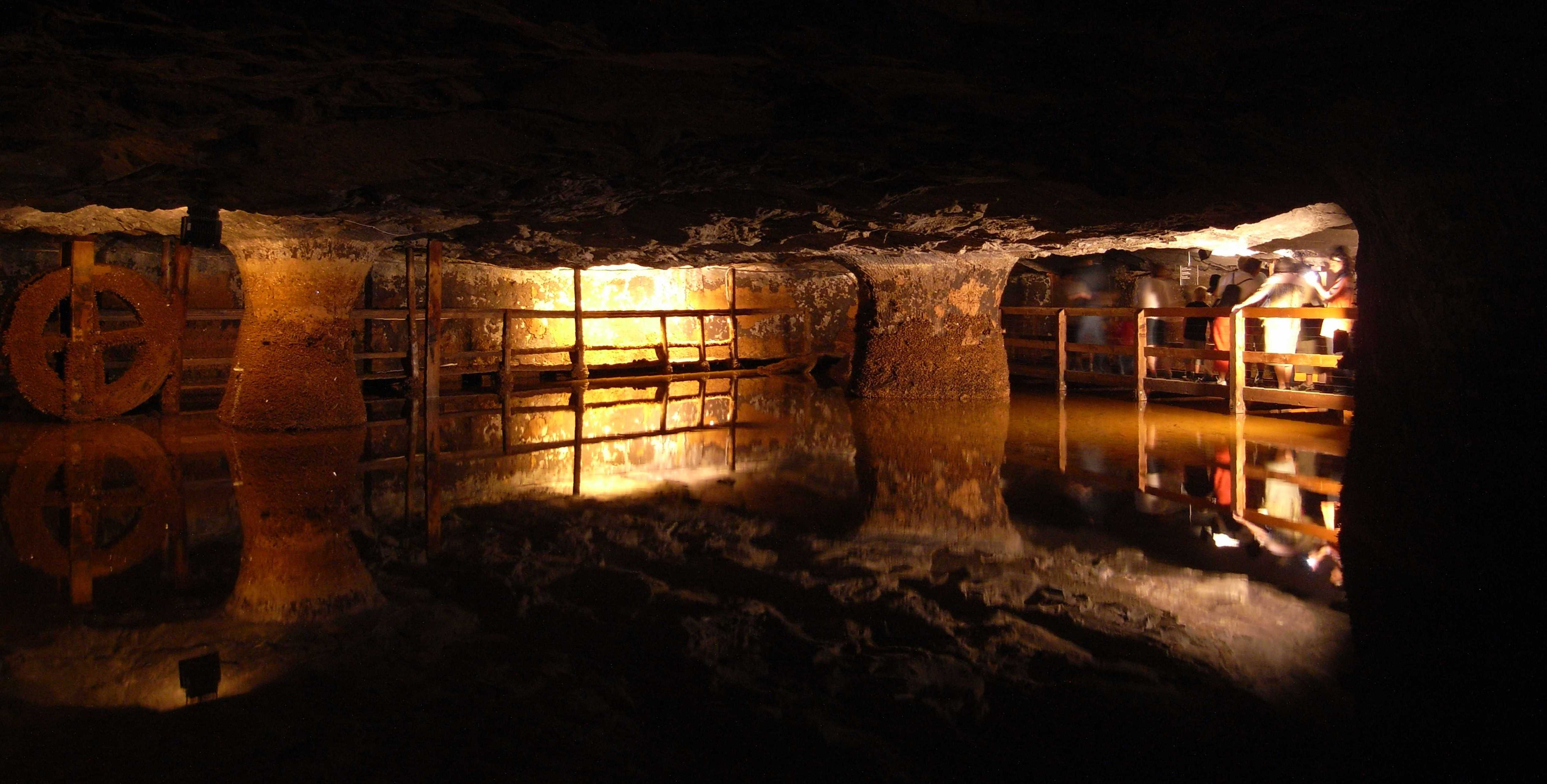
Des piliers maintiennent la voûte.
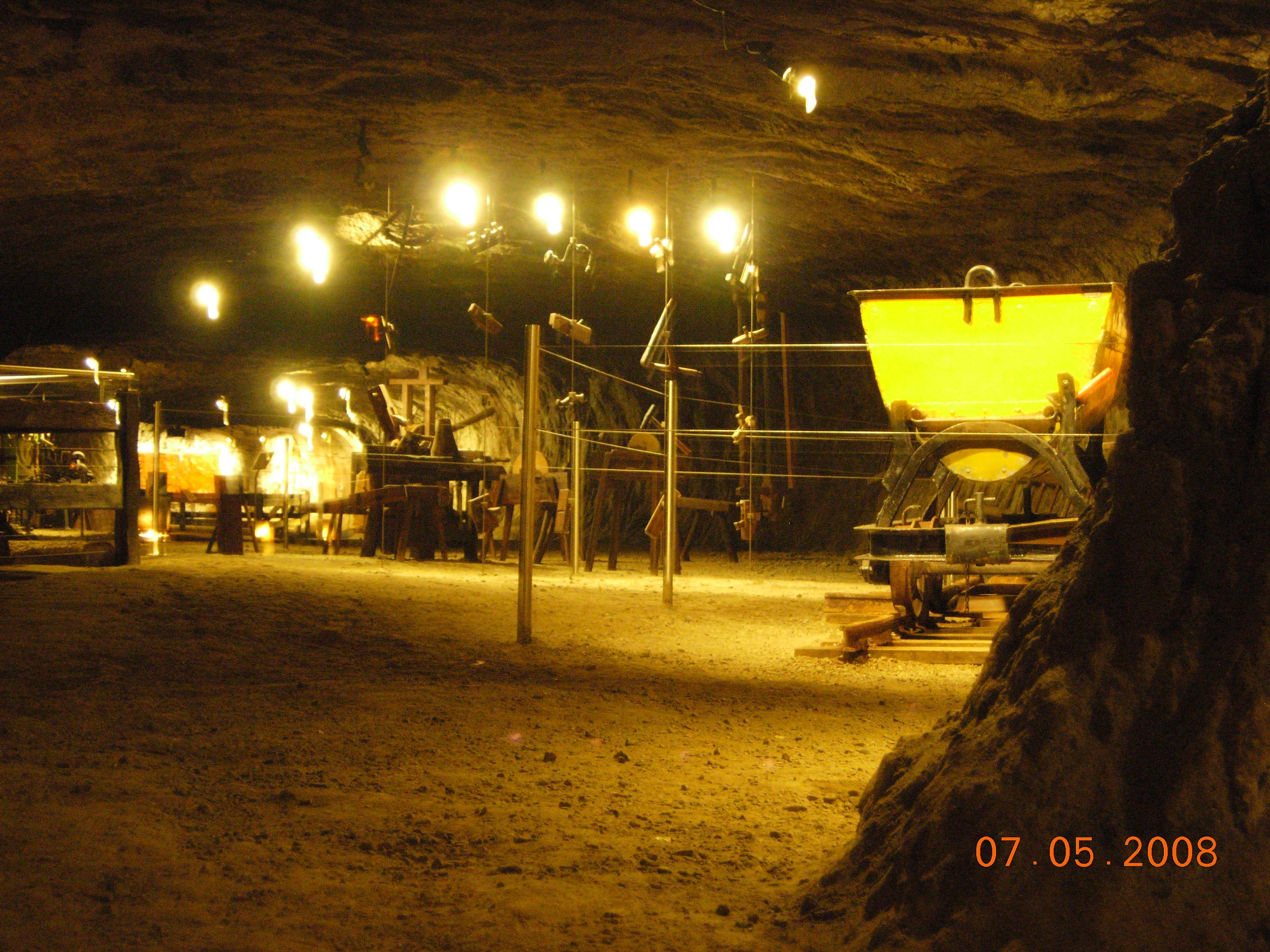
Le sel est chargé sur des wagonnets.
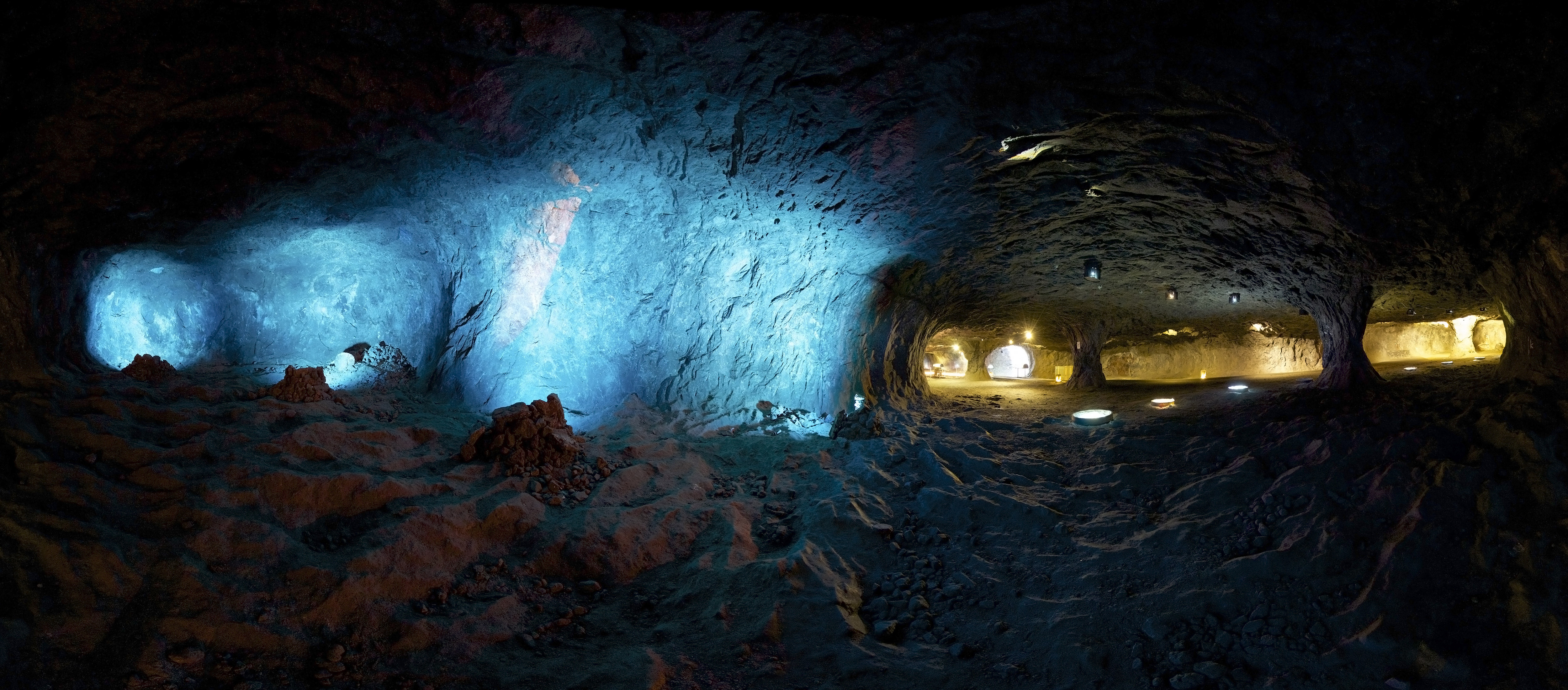
Mines de sel de Bex
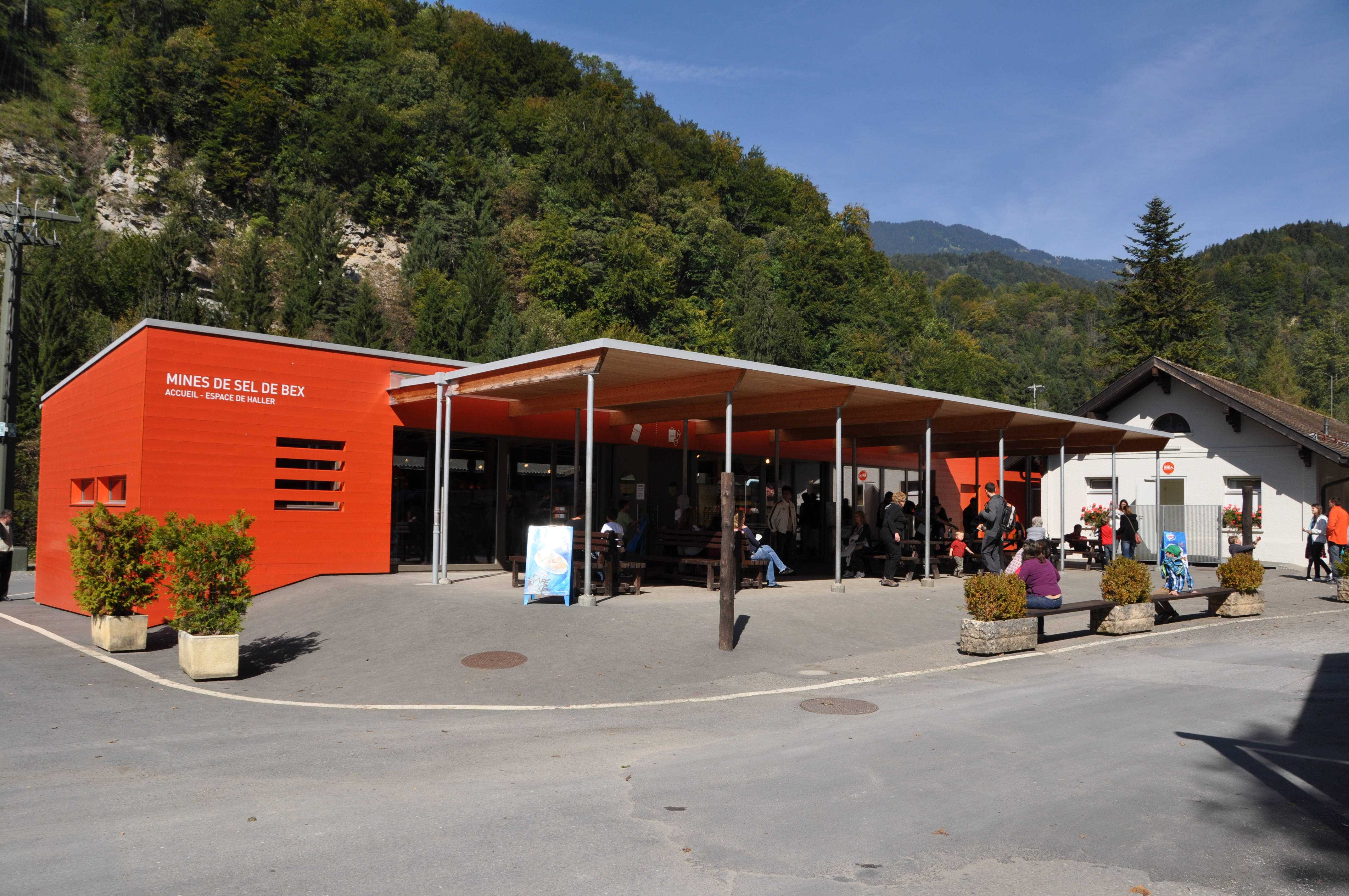
Boutique des Mines de Sel de Bex

Il existe également une randonnée fléchée appelée Le Sentier du Sel. Elle dure 5 heures au départ de la halte de Plambuit du chemin de fer Aigle-Sépey-Diablerets. Elle suit le tracé d'un ancien saumoduc jusque Bex et comporte des panneaux didactiques sur l'exploitation du sel dans le Canton de Vaud.

## Monopole du sel
Les Salines de Bex exercent jusqu'en 2014 le monopole cantonale sur le sel au nom du canton de Vaud,.
À partir d'avril 2014, les Salines suisses du Rhin et la Saline de Bex fusionnent pour former les Salines Suisses SA, qui exercent le monopole du sel dans toute la Suisse.